# Blaskovich János
Blaskovich János (Bazin, 1777. december 22. – Pozsony, 1855. november 19.) evangélikus lelkész és tanár.

## Élete
Tanulmányait szülővárosában, később Modorban, a bölcsészetet és teológiát pedig Pozsonyban az evangélikus líceumban végezte. Ezután Jénába ment, ahol 3 évi tartózkodása alatt kapcsolatba került Schellinggel, Hegellel, Wilhelm von Humboldttal, Herderrel, valamint Goethével; Goethe fiát, Augustot ásványtanra oktatta. A szünidők alatt meglátogatta Németország jelesebb egyetemeit s Halléban gondosan tanulmányozta a Francke-féle árvaház berendezését. 1805-ben mint leánytanító és az evangélikus község harmadik hitszónoka nyert alkalmazást Bécsben, de egészségi okokból 1812-ben ezen állásairól lemondott és Fries Móric gróf fiának nevelését vállalta el. E családdal 1814-ben utazást tett Svájcban, ahol meglátogatta a legjelesebb tanintézeteket; Fries grófot rábírta, hogy ezek mintájára Plakenheimben, a gróf egyik alsó-ausztriai birtokán, tanintézetet állítson fel. Az intézet rövid idő alatt olyan jó hírre tett szert, hogy a legelőkelőbb főúri családok neveltették ott gyermekeiket. A Fries-ház tönkremenetele folytán ez intézet 12 évi fennállása után feloszlott. Ezután  tanítványával, Fries Móric gróffal, Pozsonyba költözött, hol az előbbihez hasonló felépítésű intézetet állított fel, amely azonban 10 évi működése után szintén megszűnt. Az 1836. évi országgyűlés tartama alatt József nádor családjával Pozsonyban tartózkodott, Blaskovich oktatta az ifjú Sándor főherceget néhány tudományágban. Ezután a közügyeknek szentelte tevékenységét; a pozsonyi evangélikus község tanintézeteinek több éven át felügyelője volt. Blaskovichnak köszönheti a pozsonyi óvoda és a városi árvaház keletkezését, amely intézeteknek haláláig igazgatója volt.

## Munkái
Hymaeneon quod ill. dno Joanne l. b. Jeszenák de Királyfia cum Josepha Tutzenthaler sacra nuptialia die 25. aprilis anno 1799. feliciter peragente decantabant nobilis convictus Jeszenakiani clientes. Posonii.